# Усі знають
«Усі знають» (ісп. «Todos Lo Saben») — копродукційний психологічний фільм-трилер кінематографістів Іспанії, Франції та Італії 2018 року, поставлений режисером Асгаром Фархаді з Пенелопою Крус та Хав'єром Бардемом у головних ролях. Стрічку було обрано фільмом відкриття 71-го Каннського міжнародного кінофестивалю.

## Сюжет
Лаура (Пенелопа Крус) подорожує з чоловіком та дітьми з Буенос-Айреса в іспанське село, де вона народилася. Вона хоче бути присутньою на весіллі своєї сестри. Але в спокійну ідилію на тлі виноградників вторгаються несподівані події, що розкривають минуле сім'ї.

## У ролях
| • Пенелопа Крус      | … | Лаура                    |
| • Хав'єр Бардем      | … | Пако                     |
| • Рікардо Дарін      | … | Алехандро, чоловік Лаури |
| • Барбара Ленні      | … | Вікторія, дружина Пако   |
| • Гайме Лоренте      | … |                          |
| • Інма Куеста        | … | Ана, сестра Лаури        |
| • Едуард Фернандес   | … | Фернандо                 |
| • Ельвіра Мінгес     | … | Маріана                  |
| • Серджо Кастелланос | … |                          |
| • Рохер Касамахор    | … | Джоан                    |

## Знімальна група
- Автор сценарію — Асгар Фархаді
- Режисер-постановник — Асгар Фархаді
- Продюсери — Альваро Лонгорія, Александр Малле-Гай
- Співпродюсер — Андреа Оккіпінті
- Оператор — Хосе Луїс Алькайне
- Композитор — Альберто Іглесіас
- Монтаж — Гайде Сафи-Ярі
- Художник-постановник — Марія Клара Нотарі
- Художник з костюмів — Соня Гранде

## Нагороди та номінації
| Список нагород та номінацій         | Список нагород та номінацій | Список нагород та номінацій | Список нагород та номінацій | Список нагород та номінацій | Список нагород та номінацій |
| Кінофестиваль/Кінопремія            | Рік                         | Категорія                   | Номінант(и)                 | Результат                   | Дж                          |
| ----------------------------------- | --------------------------- | --------------------------- | --------------------------- | --------------------------- | --------------------------- |
| Каннський кінофестиваль             | 2018                        | Золота пальмова гілка       | Усі знають                  | Номінація                   | [ 6 ]                       |
| Міжнародний кінофестиваль у Торонто | 2018                        | Приз «Народний вибір»       | Усі знають                  | Номінація                   |                             |